# Équipe d'Angleterre de football au Championnat d'Europe 1980
L'équipe d'Angleterre de football participe à son 2e championnat d'Europe lors de l'édition 1980 qui se tient en Italie du 11 juin 1980 au 22 juin 1980. Les Anglais terminent 3e du groupe 2 derrière les Belges, premiers et finalistes, et les Italiens.

## Phase qualificative
La phase qualificative est composée de trois groupes de cinq nations et quatre groupes de quatre nations. Les sept vainqueurs de poule se qualifient pour l'Euro 1980 et ils accompagnent l'Italie, qualifiée d'office en tant que pays organisateur. L'Angleterre remporte le groupe 1 en affichant un bilan de sept victoires et un résultat nul en huit rencontres.
| Rang | Équipe               | Pts | J | G | N | P | Bp | Bc | Diff |  | Résultats (▼ dom., ► ext.) |     |     |     |     |     |
| ---- | -------------------- | --- | - | - | - | - | -- | -- | ---- |  | -------------------------- | --- | --- | --- | --- | --- |
| 1    | Angleterre           | 15  | 8 | 7 | 1 | 0 | 22 | 5  | +17  |  | Angleterre                 |     | 4-0 | 2-0 | 2-0 | 1-0 |
| 2    | Irlande du Nord      | 9   | 8 | 4 | 1 | 3 | 8  | 14 | -6   |  | Irlande du Nord            | 1-5 |     | 1-0 | 2-0 | 2-1 |
| 3    | République d'Irlande | 7   | 8 | 2 | 3 | 3 | 9  | 8  | +1   |  | République d'Irlande       | 1-1 | 0-0 |     | 3-0 | 2-0 |
| 4    | Bulgarie             | 5   | 8 | 2 | 1 | 5 | 6  | 14 | -8   |  | Bulgarie                   | 0-3 | 0-2 | 1-0 |     | 3-0 |
| 5    | Danemark             | 4   | 8 | 1 | 2 | 5 | 13 | 17 | -4   |  | Danemark                   | 3-4 | 4-0 | 3-3 | 2-2 |     |

## Phase finale

### Premier tour
| Groupe 2 |            |     |   |   |   |   |    |    |      |
|          | Équipe     | Pts | J | G | N | P | BP | BC | Diff |
| 1        | Belgique   | 4   | 3 | 1 | 2 | 0 | 3  | 2  | +1   |
| 2        | Italie     | 4   | 3 | 1 | 2 | 0 | 1  | 0  | +1   |
| 3        | Angleterre | 3   | 3 | 1 | 1 | 1 | 3  | 3  | +0   |
| 4        | Espagne    | 1   | 3 | 0 | 1 | 2 | 2  | 4  | -2   |

| 12 juin | Belgique   | 1 | 1 | Angleterre |
| 12 juin | Espagne    | 0 | 0 | Italie     |
| 15 juin | Belgique   | 2 | 1 | Espagne    |
| 15 juin | Angleterre | 0 | 1 | Italie     |
| 18 juin | Espagne    | 1 | 2 | Angleterre |
| 18 juin | Italie     | 0 | 0 | Belgique   |

| 12 juin 1980                      | Belgique      | 1 – 1   | Angleterre  | Stadio Comunale, Turin                          |                                                 |
| 17:45 · Historique des rencontres | Ceulemans 29e | (1 – 1) | Wilkins 26e | Spectateurs : 15 186 Arbitrage : Heinz Aldinger | Spectateurs : 15 186 Arbitrage : Heinz Aldinger |
| 17:45 · Historique des rencontres | (Rapport)     |         |             | Spectateurs : 15 186 Arbitrage : Heinz Aldinger | Spectateurs : 15 186 Arbitrage : Heinz Aldinger |

| 15 juin 1980                      | Italie       | 1 – 0   | Angleterre | Stadio Comunale, Turin                          |                                                 |
| 20:30 · Historique des rencontres | Tardelli 79e | (0 – 0) |            | Spectateurs : 59 646 Arbitrage : Nicolae Rainea | Spectateurs : 59 646 Arbitrage : Nicolae Rainea |
| 20:30 · Historique des rencontres | (Rapport)    |         |            | Spectateurs : 59 646 Arbitrage : Nicolae Rainea | Spectateurs : 59 646 Arbitrage : Nicolae Rainea |

| 18 juin 1980                      | Angleterre                  | 2 – 1   | Espagne        | Stade San Paolo, Naples                         |                                                 |
| 17:45 · Historique des rencontres | Brooking 19e · Woodcock 61e | (1 – 0) | Dani 48e (pen) | Spectateurs : 14 440 Arbitrage : Erich Linemayr | Spectateurs : 14 440 Arbitrage : Erich Linemayr |
| 17:45 · Historique des rencontres | (Rapport)                   |         |                | Spectateurs : 14 440 Arbitrage : Erich Linemayr | Spectateurs : 14 440 Arbitrage : Erich Linemayr |

## Effectif
Sélectionneur : Ron Greenwood
| No. | Pos.      | Joueur          | Date de naissance et âge | Sélec. | Club                    |
| --- | --------- | --------------- | ------------------------ | ------ | ----------------------- |
| 1   | Gardien   | Ray Clemence    | 5 août 1948              |        | Liverpool               |
| 2   | Défenseur | Phil Neal       | 20 février 1951          |        | Liverpool               |
| 3   | Défenseur | Kenny Sansom    | 26 septembre 1958        |        | Crystal Palace          |
| 4   | Défenseur | Phil Thompson   | 21 janvier 1954          |        | Liverpool               |
| 5   | Défenseur | David Watson    | 5 octobre 1946           |        | Southampton             |
| 6   | Milieu    | Ray Wilkins     | 14 septembre 1956        |        | Manchester United       |
| 7   | Attaquant | Kevin Keegan    | 14 février 1951          |        | Hambourg SV             |
| 8   | Milieu    | Steve Coppell   | 9 juillet 1955           |        | Manchester United       |
| 9   | Attaquant | David Johnson   | 23 octobre 1951          |        | Liverpool               |
| 10  | Milieu    | Trevor Brooking | 2 octobre 1948           |        | West Ham United         |
| 11  | Attaquant | Tony Woodcock   | 6 décembre 1955          |        | 1. FC Cologne           |
| 12  | Défenseur | Viv Anderson    | 29 juillet 1956          |        | Nottingham Forest       |
| 13  | Gardien   | Peter Shilton   | 18 septembre 1949        |        | Nottingham Forest       |
| 14  | Défenseur | Trevor Cherry   | 23 février 1948          |        | Leeds United            |
| 15  | Milieu    | Emlyn Hughes    | 28 août 1947             |        | Wolverhampton Wanderers |
| 16  | Défenseur | Mick Mills      | 4 janvier 1949           |        | Ipswich Town            |
| 17  | Milieu    | Terry McDermott | 8 décembre 1951          |        | Liverpool               |
| 18  | Milieu    | Ray Kennedy     | 28 juillet 1951          |        | Liverpool               |
| 19  | Milieu    | Glenn Hoddle    | 27 octobre 1957          |        | Tottenham Hotspur       |
| 20  | Attaquant | Paul Mariner    | 22 mai 1953              |        | Ipswich Town            |
| 21  | Attaquant | Garry Birtles   | 27 juillet 1956          |        | Nottingham Forest       |
| 22  | Gardien   | Joe Corrigan    | 18 novembre 1948         |        | Manchester City         |

## Navigation